# José Samuel Lupi
José Samuel Pereira Lupi (Lisboa, 5 de mayo de 1931 - Alcochete, 8 de marzo de 2022) fue un rejoneador portugués.

## Biografía
Proviene de una familia de labradores y ganaderos, estando entre sus ascendientes José María dos Santos, pero también de artistas, como Miguel Ángel Lupi, y el maestro de equitación Samuel Lupi; se crio en una propiedad de su familia en Río Frío, cercana a Montijo.
Después de haberse iniciado en el aprendizaje de la equitación, los rejoneadores João Branco Núncio y Francisco Mascarenhas enseñaron a José Samuel Lupi a torear. A los diecisiete años se presentó en público en la plaza de toros de Vila Franca de Xira, durante el año de 1947.
Al mismo tiempo que proseguía sus estudios —se licenció en Ingeniería forestal por el Instituto Superior de Agronomía—, José Samuel Lupi fue realizando su trayectoria como rejoneador practicante, debutando en la plaza de toros de Campo Pequeno de Lisboa en 1955.
Sería en esa emblemática plaza donde recibió la alternativa como rejoneador. En esa corrida, lidiada el 16 de junio de 1963, tuvo como padrino a João Branco Núncio y lidió a Verdugo, de la ganadería de Mariana Passanha.
El 12 de octubre de ese mismo año se presentó en la plaza de toros de Las Ventas en Madrid, por ocasión de la Feria de Octubre.
Precisamente en España vino a fundar en 1970, con los hermanos Ángel y Rafael Peralta y Álvaro Domecq Romero, el célebre cuarteto Los Cuatro Jinetes del Apoteosis. Un poco por toda España, Francia y América Latina, en concreto por Venezuela y Colombia, los Cuatro Jinetes llenaron las plazas y obtuvieron muchos éxitos, contribuyendo a la recuperación del toreo a caballo del declive que sufrió con la popularidad del toreo a pie, imponiéndose como cartel principal en las principales ferias taurinas, fuera de Portugal.
El 8 de mayo de 2008 volvió a Campo Pequeno para darle la alternativa a su hijo Manuel Lupi.
Formó parte del grupo de Forcados Amadores de Santarém en la década de los 50.
A la par de su carrera artística, José Samuel Lupi ha sido agricultor y ganadero, asumiendo la dirección de la Sociedad Agrícola de Rio Frio, en cuyas propiedades se dedicó al criadero de reses bravas para el toreo y la actividad asociada, criando caballos para rejoneo y equitación.